# Wilfred Benítez
Wilfred Benítez (Bronx, 1958. szeptember 12. –) amerikai születésű Puerto Ricó-i profi ökölvívó. Súlycsoportjai a kis- és a nagyváltósúly voltak. 17 és fél évesen lett a legfiatalabb ökölvívó világbajnok, legyőzve Antonio Cervantest, az akkori junior váltósúlyú világbajnokot.
62 profi mérkőzéséből 53-at nyert meg, 8-at veszített el és egy végződött döntetlennel. 53 győzelméből 31-et kiütéssel nyert meg. Háromszor védte meg a címét váltósúlyban. Karrierjét 1973-ban kezdte és 1990-ben vonult vissza.
A sportban elért eredményei elismeréseképpen szobrot állítottak neki a Guaynabói Sport Múzeumban, majd 1996-ban bekerült az Ökölvívó-hírességek Csarnokába is.